# Župnija Vodice
Župnija Vodice je rimskokatoliška teritorialna župnija dekanije Ljubljana - Šentvid nadškofije Ljubljana.
Župnijska cerkev je cerkev sv. Marjete.

### Farne spominske plošče
V župniji so postavljene Farne spominske plošče, na katerih so imena vaščanov iz okoliških vasi, ki so padli nasilne smrti na protikomunistični strani v letih 1942-1945. Skupno je na ploščah 59 imen.